# Lodoïska
Lodoïska es una ópera en tres actos de Luigi Cherubini sobre un libreto francés de Claude-François Fillette-Loraux basado en un episodio de la novela Les amours du chevalier de Faublas (1790) de Jean-Baptiste Louvet de Couvray. Se estrenó el 18 de julio de 1791 en el Théâtre Feydeau de París.
Adopta la forma de comédie-héroïque, un tipo de opéra-comique, y fue una obra básica de la que partieron las óperas de rescate. También se ha considerado una de las primeras óperas romántica, aunque la obra de Cherubini era básicamente clásica.
Stephen Willis ha explicado la importancia de la obra: «Con Lodoïska Cherubini dio la espalda a su formación como compositor italiano de ópera seria, eligiendo la forma más libre de la opéra comique por encima de la más acartonado y restrictivo tragédie lyrique y embarcándose en un curso de desarrollo de la opéra comique que iba a liderar la erradicación de casi todas las diferencias entre los dos géneros, excepto por el diálogo hablado». Basil Deane ha llamado la ópera «enteramente original en su profundidad de penetración psicológica, tensión dramática, y profundidad musical».

## Historia

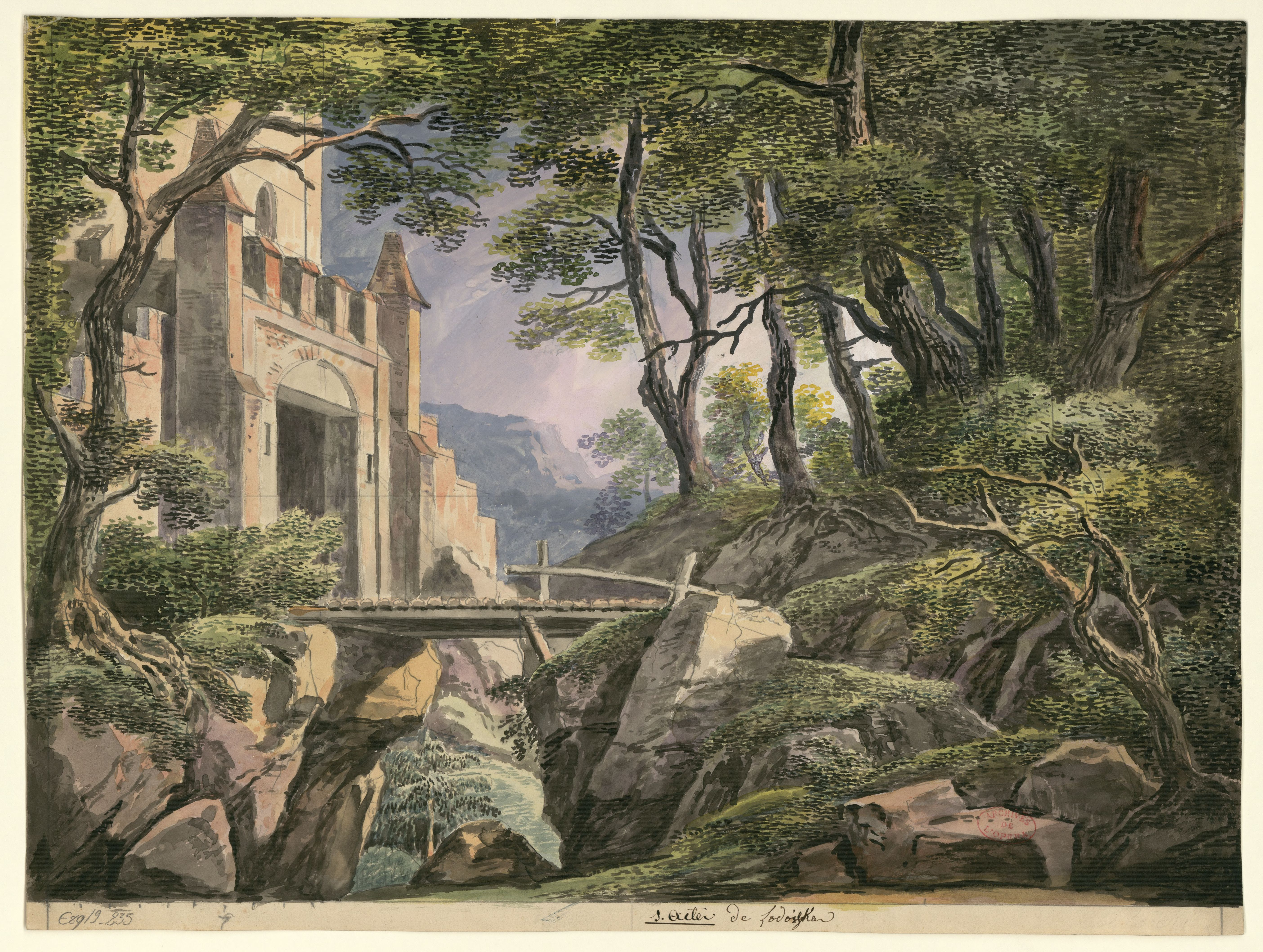
Boceto para la decoración del primer acto (1791), de Ignazio Degotti.

Se estrenó en el Théâtre Feydeau en París el 18 de julio de 1791. La ópera fue recibida con entusiasmo a lo largo de 200 representaciones. Era tan popular que se repuso otra vez en el Feydeau en 1819 y era representada frecuentemente en los países germánicos a principios del siglo XIX, incluida una producción en Viena en 1805, mientras Cherubini estuvo allí.  John Philip Kemble produjo una versión en inglés en el año 1794. Se estrenó en Nueva York el 4 de diciembre de 1826.
Cherubini, incluso en óperas que trataban sobre temas de la antigüedad clásica, como Medea (1797), revela una preocupación para los conflictos humanos. La ópera que inauguraba su nuevo estilo era Lodoïska, donde se aleja de la voz de solo de la ópera sería para dar un nuevo énfasis a los conjuntos y coros, así como una importancia dramática a la orquesta.
Esta ópera rara vez se representa en la actualidad; en las estadísticas de Operabase no aparece entre las óperas representadas en el período 2005-2010.

## Personajes
| Personajes                    | Tesitura | Reparto del estreno, 18 de julio de 1791 (Director: — ) |
| ----------------------------- | -------- | ------------------------------------------------------- |
| Count Floreski                | tenor    | Pierre Gaveaux                                          |
| Lodoïska, princesa de Altanno | soprano  |                                                         |
| Dourlinski                    | barítono |                                                         |
| Titzikan                      | tenor    |                                                         |
| Altamoras                     | bajo     |                                                         |
| Lysinka                       | soprano  |                                                         |
| Varbel                        | barítono |                                                         |

## Argumento
La obra se desarrolla en la Polonia de 1600.

## Grabaciones
Hay grabaciones dirigidas por Riccardo Muti en vivo desde el Teatro de La Scala (Sony Music CD 5099709312625) y por  Łukasz Borowicz (Ludwig van Beethoven Association 2008, 5907812241858).